# Вікіпедія мовою кірунді
Вікіпедія мовою кірунді — розділ Вікіпедії мовою кірунді. Створена у 2004 році. Вікіпедія мовою кірунді станом на 26 березня 2025 року містить 702 статті, 10 639 зареєстрованих користувачів, 17 активних дописувачів, 1 адміністратора
. Загальна кількість сторінок у Вікіпедії мовою кірунді — 2689, редагувань — 25 137, мультимедійні файли відсутні
. Глибина (рівень розвитку мовного розділу) Вікіпедії мовою кірунді середня і становить 74.9 пунктів
. 

## Історія
- У 2013 році через вкрай малу активність місцевої спільноти, Вікіпедію мовою кірунді запропонували закрити, наразі у вікіспільноті йде обговорення цього питання[3].

- Січень 2014 — створена 200-та стаття[4].